# 三湖 (佛羅里達州)
三湖（英語：Three Lakes）是位於美國佛羅里達州邁阿密-戴德縣的一個人口普查指定地區。

## 地理
三湖的座標為25°38′07″N 80°23′57″W / 25.63528°N 80.39917°W，而該地最高點為海拔高度2米（即7英尺）。

## 人口
根據2010年美國人口普查的數據，三湖的面積為9.90平方千米，當中陸地面積為8.50平方千米，而水域面積為1.40平方千米。當地共有人口6955人，而人口密度為每平方千米702人。